# Braníškov
Braníškov (in tedesco Branschkow) è un comune della Repubblica Ceca facente parte del distretto di Brno-venkov, in Moravia Meridionale.